# Caffè filtro
Il caffè filtro, o caffè filtrato, è un tipo di caffè preparato versando acqua calda sul caffè macinato, raccogliendo in una caraffa il liquido risultante tramite l'aiuto di un filtro. Il metodo con cui viene estratto il caffè filtro è il pour over, che significa infatti "versare sopra". Con questo metodo, l'acqua estrae il caffè muovendosi attraverso la polvere macinata e il filtro secondo il principio di percolazione. Vi sono diverse tecniche di preparazione, che seguono schemi, fasi e variabili differenti.
Il caffè filtrato è molto diffuso in Europa Centrale e Settentrionale, in Giappone e nelle Americhe; a volte è anche detto "caffè all'americana".

## Storia
Nel 1908 Melitta Bentz inventò in Germania i filtri da caffè di carta, tuttora comunemente usati nella preparazione del caffè. Nel 1954 Gottlob Widmann brevettò in Germania la Wigomat, la prima macchina elettrica e automatica per la preparazione del caffè filtrato. Negli anni '70 la filtrazione a goccia sostituì in gran parte le macchine a percolazione, che avevano la tendenza ad estrarre troppe sostanze dal caffè, rendendolo amaro.
Il filtro di carta ha quindi rappresentato una importante innovazione. Tra i vantaggi dei filtri di carta usa e getta, vi è infatti una estrema praticità di utilizzo. Essi, infatti, possono essere rimossi direttamente e gettati via con il loro contenuto di caffè usato, senza bisogno di essere puliti. In alcune macchine vengono usati anche filtri permanenti, costituiti da fini maglie di metallo o plastica, che trattengono il caffè in polvere ma consentono il passaggio del liquido, e hanno il vantaggio di non richiedere l'acquisto periodico di filtri, che in alcuni paesi non sono immediatamente reperibili, e di ridurre la produzione di rifiuti.
Il caffè filtrato, assieme ad altri metodi di estrazione innovativi ed alternativi, è divenuto recentemente un simbolo della "terza ondata del caffè", la third wave coffee. Consentendo una buona degustazione del caffè e delle sue note, il caffè filtro è infatti divenuto una bevanda preferita di chi ha deciso di abbracciare un consumo diverso del caffè, più consapevole e attento alla qualità. La "terza ondata", preceduta dalla prima e dalla seconda, segna una linea netta tra il caffè convenzionale e il caffè specialty, o specialty coffee – un tipo di caffè selezionato, sostenibile, tracciabile e rispettoso di determinati standard qualitativi.

## Preparazione

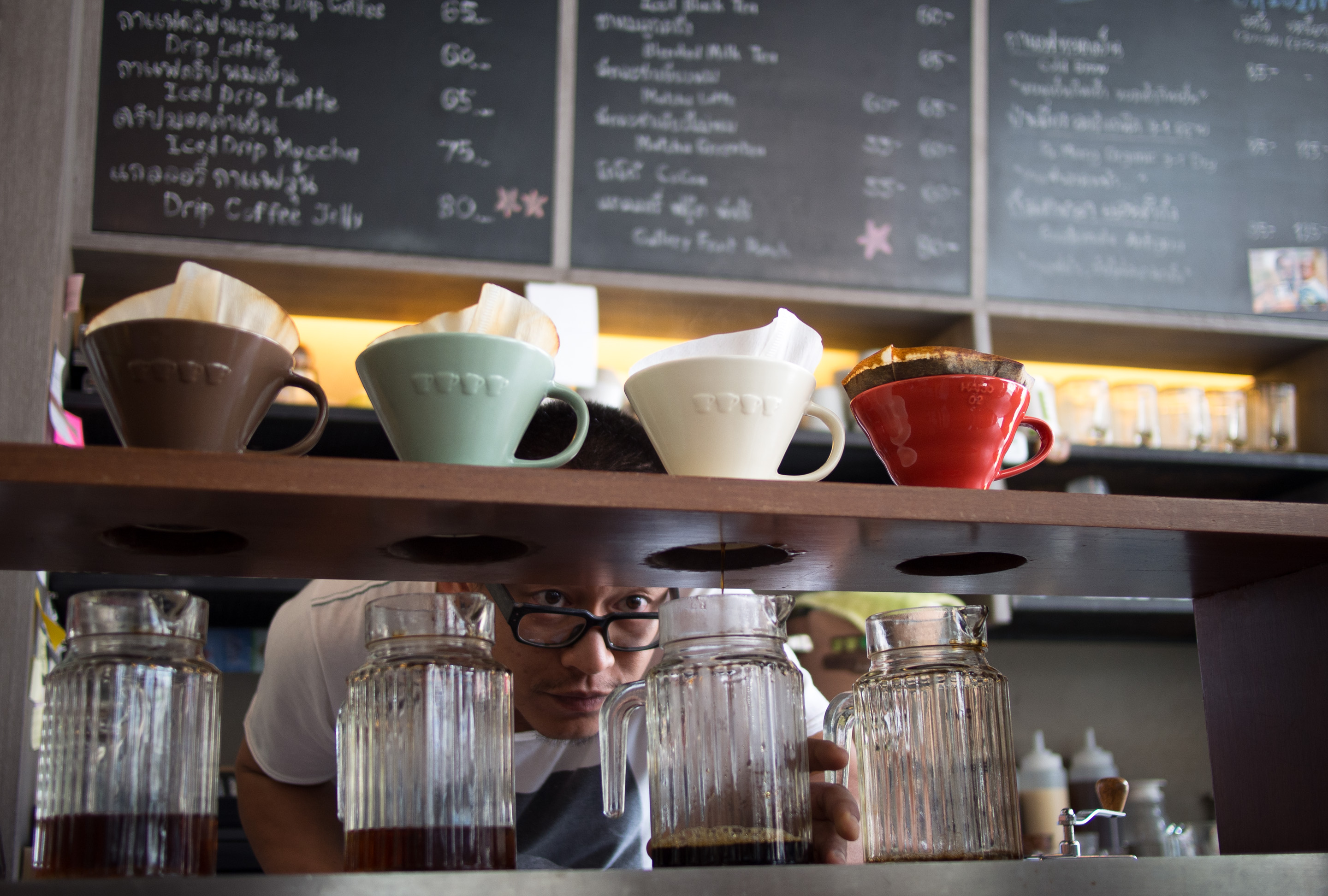
Una caffetteria a Bangkok, specializzata nella preparazione del caffè filtrato

Il caffè filtrato può essere preparato mediante l'utilizzo di diversi strumenti.  Gli strumenti a percolazione manuali, detti dripper, consentono un buon controllo sui tempi e parametri di filtrazione. Il dripper, spesso costituito in ceramica, plastica o metallo, serve a contenere il filtro di carta e viene posto al di sopra di una brocca, utilizzata per raccogliere il caffè estratto. Solitamente, nell'estrazione manuale del caffè filtro è utilizzata anche una bilancia, per consentire la corretta misurazione del rapporto tra acqua e polvere di caffè, nonché per tenere sotto controllo i tempi e le fasi di estrazione. Altri strumenti comunemente utilizzati per l'estrazione manuale di caffè filtro sono il bollitore a collo di cigno con termometro integrato e il macinacaffè, che può essere elettrico o manuale.
Sono molto diffuse le macchine elettriche per la preparazione del caffè filtrato, esse rappresentano una soluzione nei casi in cui si desideri automatizzare il processo di estrazione oppure estrarre caffè in grandi quantità. Esistono anche soluzioni manuali monodose portatili, che sostengono il filtro al di sopra di una tazza: l'acqua viene versata dall'alto e il caffè viene raccolto direttamente nella tazza stessa.
La preparazione con filtro di carta produce un caffè chiaro e limpido, senza sedimenti, ma anche più povero di oli, che invece non vengono perse con l'uso di filtri metallici. Il caffè filtrato con questo secondo tipo di filtri risulta quindi essere più corposo ma si tende meno a distinguere le note gustative.
Quando si usa una caraffa alta e stretta, si osserva solitamente che il caffè sul fondo è più forte di quello nella parte alta, in quanto con il procedere della filtrazione la quantità di aromi disponibili per l'estrazione è minore. Dal punto di vista matematico, questo curioso problema è stato studiato e si mostra che è possibile ottenere la stessa intensità di aroma in due tazze senza mescolare il contenuto della caraffa, versando il caffè secondo una successione di Thue-Morse.